# Élections législatives portugaises de 1976
Les élections législatives portugaises de 1976 (en portugais : Eleições legislativas portuguesas de 1976) se sont tenues le 25 avril 1976 afin d'élire les 263 députés de la première législature de l'Assemblée de la République pour un mandat de quatre ans.
Le scrutin est remporté à la majorité relative par le Parti socialiste (PS).

## Contexte
Le 25 avril 1974, la « révolution des Œillets » initiée par le Mouvement des Forces armées (MFA) renverse le régime autoritaire de l'État nouveau instauré plus de quatre décennies plus tôt.
Des élections législatives constituantes sont alors convoquées exactement un an plus tard, le 25 avril 1975. Elles se traduisent par une très large victoire en faveur du centre gauche et de la gauche. Le PS arrive en effet en tête avec plus de 40 % des voix, suivi des sociaux-démocrates du Parti populaire démocratique (PPD) avec près de 29 % des suffrages. Le Parti communiste portugais (PCP) s'impose comme la troisième force électorale du pays avec 13,4 %. Il devance ainsi la seule formation qui se réclame du centre, les démocrates chrétiens du Parti du centre démocratique et social (CDS) qui remportent à peine 8,2 % des voix.
Le mandat des 250 députés de l'Assemblée constituante est alors limité à 90 jours et se trouve borné à l'élaboration d'une nouvelle Constitution. Le militaire Vasco dos Santos Gonçalves est donc reconduit dans ses fonctions de Premier ministre et forme deux gouvernements provisoires consécutifs avec la participation des socialistes, des sociaux-démocrates et des communistes. Le dernier qu'il constitue, en août 1975, ne compte que la présence d'un membre du Mouvement démocratique portugais (MDP), formation d'extrême gauche. Finalement, au mois de septembre, l'officier maritime José Pinheiro de Azevedo prend la suite de Gonçalves et rétablit les liens avec les principaux partis politiques portugais.
Après que son mandat a été prorogé par deux fois, l'Assemblée constituante adopte finalement le 2 avril 1976 la Constitution de la IIIe République, qui instaure un régime parlementaire démocratique inspiré des principes du socialisme et dans lequel les forces armées conservent un rôle important au travers du « Conseil de la Révolution ».

## Mode de scrutin
Le mode de scrutin retenu, fixé par la loi électorale du 15 novembre 1974, prévoit l'élection des députés au scrutin proportionnel suivant la méthode d'Hondt, connue pour avantager les partis arrivés en tête.
La loi fixe le nombre d'un député pour 25 000 habitants et un de plus par fraction de 12 500. Les députés sont élus dans 22 circonscriptions électorales, à savoir les dix-huit districts métropolitains, les Açores, Madère, l'Europe, et le reste du monde.
En application de ces dispositions, 263 sièges sont à pourvoir.

## Principaux partis et chefs de file
| Parti | Parti                                                                       | Idéologie                                 | Chef de file            | Résultats en 1975           |
| ----- | --------------------------------------------------------------------------- | ----------------------------------------- | ----------------------- | --------------------------- |
|       | Parti socialiste Partido Socialista                                         | Centre gauche Socialisme démocratique     | Mário Soares            | 37,9 % des voix 116 députés |
|       | Parti populaire démocratique Partido Popular Democrático                    | Centre gauche Social-démocratie           | Francisco Sá Carneiro   | 26,4 % des voix 81 députés  |
|       | Parti communiste portugais Partido Comunista Português                      | Gauche Communisme, anticapitalisme        | Álvaro Cunhal           | 12,5 % des voix 30 députés  |
|       | Parti du centre démocratique et social Partido do Centro Democrático Social | Centre Démocratie chrétienne, libéralisme | Diogo Freitas do Amaral | 7,6 % des voix 16 députés   |

## Résultats

### Résultats nationaux
|                        |                                                               |           |       |      |        |               |  |  |  |  |  |  |  |  |
| Parti                  | Parti                                                         | Voix      | %     | +/-  | Sièges | +/-           |  |  |  |  |  |  |  |  |
|                        | Parti socialiste (PS)                                         | 1 912 921 | 36,61 | 4,35 | 107    | 9             |  |  |  |  |  |  |  |  |
|                        | Parti populaire démocratique (PPD)                            | 1 335 381 | 25,55 | 2,81 | 73     | 8             |  |  |  |  |  |  |  |  |
|                        | Parti du centre démocratique et social (CDS)                  | 876 007   | 16,76 | 8,58 | 42     | 26            |  |  |  |  |  |  |  |  |
|                        | Parti communiste portugais (PCP)                              | 788 830   | 15,09 | 1,70 | 40     | 10            |  |  |  |  |  |  |  |  |
|                        | Union démocratique populaire (UDP)                            | 91 690    | 1,75  | 0,91 | 1      | en stagnation |  |  |  |  |  |  |  |  |
|                        | Front socialiste populaire (FSP)                              | 42 162    | 0,81  | 0,44 | 0      | en stagnation |  |  |  |  |  |  |  |  |
|                        | Parti communiste des travailleurs portugais (PCTP)            | 36 200    | 0,69  | Nv.  | 0      | en stagnation |  |  |  |  |  |  |  |  |
|                        | Mouvement de la gauche socialiste (MES)                       | 31 332    | 0,60  | 0,50 | 0      | en stagnation |  |  |  |  |  |  |  |  |
|                        | Parti démocrate-chrétien (PDC)                                | 29 874    | 0,57  | Nv.  | 0      | en stagnation |  |  |  |  |  |  |  |  |
|                        | Parti populaire monarchiste (PPM)                             | 28 320    | 0,54  | 0,07 | 0      | en stagnation |  |  |  |  |  |  |  |  |
|                        | Ligue communiste internationaliste (LCI)                      | 16 269    | 0,31  | 0,11 | 0      | en stagnation |  |  |  |  |  |  |  |  |
|                        | Parti communiste du Portugal (Marxiste-léniniste) (PCP (M-L)) | 15 830    | 0,30  | Nv.  | 0      | en stagnation |  |  |  |  |  |  |  |  |
|                        | Alliance des travailleurs et des paysans (AOC)                | 15 778    | 0,30  | Nv.  | 0      | en stagnation |  |  |  |  |  |  |  |  |
|                        | Parti révolutionnaire des travailleurs (PRT)                  | 5 171     | 0,10  | Nv.  | 0      | en stagnation |  |  |  |  |  |  |  |  |
|                        | Mouvement démocratique portugais (MDP)                        |           |       |      |        | 5             |  |  |  |  |  |  |  |  |
|                        | Association pour la Défense des intérêts de Macao (ADIM)      |           |       |      |        | 1             |  |  |  |  |  |  |  |  |
|                        |                                                               |           |       |      |        |               |  |  |  |  |  |  |  |  |
| Suffrages exprimés     | Suffrages exprimés                                            | 5 225 765 | 95,30 |      |        |               |  |  |  |  |  |  |  |  |
| Votes nuls             | Votes nuls                                                    | 257 696   | 4,70  |      |        |               |  |  |  |  |  |  |  |  |
| Total                  | Total                                                         | 5 483 461 | 100   | –    | 263    | 13            |  |  |  |  |  |  |  |  |
| Abstentions            | Abstentions                                                   | 1 081 206 | 16,47 |      |        |               |  |  |  |  |  |  |  |  |
| Inscrits/Participation | Inscrits/Participation                                        | 6 564 667 | 83,53 |      |        |               |  |  |  |  |  |  |  |  |